# کارت عابربانک
کارت عابربانک (به انگلیسی: ATM Card) که به عنوان کارت بانک و کارت نقدی نیز شناخته می‌شود کارتی است که برای انجام عملیاتی همچون دریافت وجه، سپردن وجه، انتقال وجه، دریافت اطلاعات حساب، اعلام موجودی و… در دستگاه‌های خودپرداز مورد استفاده می‌گیرد و توسط بانک یا مؤسسات مالی و اعتباری صادر می‌شود.
طبق استاندارد ISO/IEC 7810 ID-1 اندازهٔ این نوع کارت به‌طور معمول ۵۴ × ۸۶ میلی‌متر است.
کارت نقدی (به انگلیسی: Debit card) در تعریف جهانی به کارتی گفته می‌شود که به یک حساب بانکی متصل است و توسط مشتریان در پایانه،فروش مورد استفاده قرار می‌گیرد، اما کارت عابربانک (به انگلیسی: ATM card) برای انجام عملیات بانکی در دستگاه‌های خودپرداز استفاده می‌شود.
در برخی کشورها مانند ایران عملکرد این دو کارت با هم ادغام شده و در قالب کارت نقدی با افتتاح(حساب جاری)(حساب سپرده سرمایه‌گذاری)کوتاه مدت یا(حساب قرض‌الحسنه) برای مشتریان حقیقی صادر می‌شود. دارندهٔ این نوع کارت علاوه بر بهره‌مندی از خدمات متداول حساب‌های مذکور، از قبیل دریافت و پرداخت نقدی، از امکان خرید کالا و خدمات از فروشگاه‌های طرف قرارداد بانک نیز بهره‌مند می‌گردد.

## تاریخچه کارت بانکی
یکی از دلایل پیدایش و تولید کارت عابر
بانک این بود که بخش اعظم تراکنش‌های شعب بانک‌ها و هزینه‌های عملیاتی آن‌ها مربوط به برداشت و واریز وجه اشخاص بود و باعث می‌شد بخش قابل توجهی از زمان کارکنان بانک، صرف رسیدگی به این امور مشتریان گردد. به همین علت بانک‌ها در صدد این برآمدند که اقدامی در جهت رفع این چالش نمایند. برای این منظور در پی راهی بودند که این عملیات را به گونه‌ای مکانیزاسیون نمایند تا با دخالت کمتر منابع انسانی صورت گیرد. در نهایت در دهه ۱۹۵۰در انگلستان و آمریکا سه دستگاه ساختند که دوتا از آنها قابلیت پرداخت وجه و دیگری  قابلیت دریافت وجه را داشتند و می‌توان از آنها به‌عنوان اجداد عابربانک یاد کرد. در همان سال از کارت اعتباری برای اولین بار توسط موسسات اعتباری مورد استفاده قرار گرفتند.
گام دیگری که در این راستا برداشته شد مکانیزاسیون نمودن پرداخت‌های اعتباری بود. این کار نیز در آمریکا و انگلستان با اتکا به کارت شناسایی مشتریان موسسات اعتباری به سرعت گسترش یافت. به این ترتیب که شرکت‌های داینرزکلاب و آمریکن اکسپرس به مشتریان خود، قدرت خرید اعتباری دادند. آن‌ها به ازای هر یک از مشتریان خود یک کارت شناسایی مقوایی صادر کردند.
این کارت ها دوام و ماندگاری خوبی نداشتند و پس از طی چند مدت خراب می شدند. بنابراین پس از چند سال به جای صدور کارت های مقوایی اقدام به چاپ کارت پلاستیکی نمودند که دوام بیشتری داشت. در آن سال ها طراحی کارت بانکی خیلی خاص نبود و فقط اطلاعات ضروری مربوط به کارت و دارنده آن به صورت برجسته بر روی کارت درج می شد. در قسمت پشت کارت نیز کادری وجود داشت که در آن تصویری از امضای مالک کارت عابر بانک قرار گرفته بود. با گذشت زمان چاپ کارت بانکی روی کارت مغناطیسی انجام گرفت. پلاستیکی که برای چاپ کارت عابر بانک استفاده می شد از نوع پی‌وی‌سی بود که معمولا در اندازه استاندارد ۵۴ × ۸۶ میلی ‌متر تولید می‌شدند. امروزه نیز برای چاپ این کارت‌های نقدی از کارت pvc خام استفاده می‌نمایند. چاپ کارت بانکی pvc مزایای زیادی به همراه داشت و استفاده از آن ها روز به روز افزایش یافت. کارت مگنت شامل یک نوار مغناطیسی بود که قابلیت ذخیره سازی فیلدهای اطلاعاتی بیشتری را داشت. با ورود این کارت‌ها خواندن اطلاعات ذخیره شده در کارت عابر بانک نیز به صورت مکانیزه قابل انجام شد. خواندن داده‌های ذخیره شده روی این کارت‌ها توسط ریدر کارت مغناطیسی صورت می‌گیرد. بدین صورت که با کشیدن کارت بانکی پی‌وی‌سی در دستگاه خودپرداز اطلاعات مالک کارت از روی نوار مغناطیسی خوانده شده و در خودپرداز پردازش می‌شود.

## مزایای استفاده از کارت بانکی
1. کارت‌ها باعث افزایش سرعت و کاهش زمان انتقال وجوه از یک نقطه به نقطه دیگر می‌شوند.
2. استفاده از کارت به جای پول، باعث جلوگیری از انتقال پول نقد می‌گردد.
3. استفاده از کارت به جای پول، باعث افزایش امنیت در مقابل سرقت، مفقود شدن و از بین رفتن پول نقد می‌گردد.
4. سالیانه مبالغ قابل توجهی صرف چاپ اسکناس و وسایل مربوط به آن می‌شود. بهره‌گیری از کارت‌ها سبب کاهش هزینه‌های چاپ اسکناس می‌گردد.
5. کارت‌ها، حجم مسافرت‌های درون‌شهری به منظور دریافت و پرداخت‌های معمولی بانکی را کاهش می‌دهند و از این طریق باعث کاهش هزینه‌های فردی و اجتماعی می‌گردند.[۱]

به‌طور معمول، مشتریان با استفاده از همین کارت، امکان استفاده از دیگر خدمات بانکداری الکترونیک مانند تلفن‌بانک، اینترنت‌بانک و خرید اینترنتی را خواهند داشت. این عملیات با داشتن شماره کارت، شمارهٔ CVV2،تاریخ انقضای کارت( هر دو درج شده بر رو یا پشت کارت)، رمز دوم یا رمز پویا(برای خرید های بالای ۱۰۰ هزار تومان استفاده از رمز پویا الزامی است) انجام می‌شود.

## مشخصه‌های کارت

### شماره
شماره کارت یک عدد ۱۶ رقمی می‌باشد که برای سهولت در خواندن و بخاطر سپاری، به صورت چهار مجموعه چهار رقمی بر روی کارت درج می‌گردد.
اجزای تشکیل دهنده شماره کارت، برای مثال، در بانک‌های ایران به شرح زیر می‌باشد:
| رقم کنترل | شماره سریال کارت | کد محصول | شماره شناسایی بانک |
| 8         | 78668811         | 89       | 610433             |

### اجزا تشکیل دهنده شماره کارت
- شش رقم اول (۶۱۰۴۳۳) معرف شماره شناسایی بانک یا (BIN Bank Identification Number) می‌باشد . (در این مثال، ۶۱۰۴۳۳ نشان دهنده این است که کارت متعلق به بانک ملت است).
- دو رقم بعدی (۸۹) معرف کد محصول می‌باشد. انواع مختلف کارت‌های بانکی از قبیل کارت بدهکار، کارت پیش پرداخت (بن کارت، کارت هدیه و …)، کارت اعتباری و … دارای کد محصول مجزا می‌باشند.
- هفت رقمی بعدی (۷۸۶۶۸۸۱) معرف شماره سریال کارت می‌باشد.
- رقم آخر (۸) رقم کنترلی (Check Digit) می‌باشد. این مقدار با استفاده از الگوریتم لان محاسبه می‌گردد.

## صفحات وابسته
- کارت اعتباری
- کارت نقدی
- خودپرداز